# Nine Elms metróállomás
Nine Elms metróállomás London metróhálózatának a londoni Northern line egyik állomása Nine Elms-ben.
Az állomás a gyorsan növekvő környéket, a New Covent Garden Market piacot és az Egyesült Államok nagykövetségét szolgálja ki. A metróállomást, a Northern line mellékágának részeként 2021. szeptember 20-án adták át a forgalomnak.

## Szolgáltatások
A metróállomás az 1-es viteldíjzónában kap helyet, és a Northern line vonatjait szolgálja ki Kennington és Battersea Power Station végállomás felé.

### Forgalom
| Járat | Útvonal | Gyakoriság       |
| ----- | --- | ---------------- |
|       | High Barnet – Totteridge & Whetstone – Woodside Park – West Finchley – Finchley Central – East Finchley – Highgate – Archway – Tufnell Park – Kentish Town – Camden Town – Mornington Crescent – Euston – Warren Street – Goodge Street – Tottenham Court Road – Leicester Square – Charing Cross – Embankment – Waterloo – Kennington – Nine Elms – Battersea Power Station | 12–15 percenként |
|       | Mill Hill East – Finchley Central – East Finchley – Highgate – Archway – Tufnell Park – Kentish Town – Camden Town – Mornington Crescent – Euston – Warren Street – Goodge Street – Tottenham Court Road – Leicester Square – Charing Cross – Embankment – Waterloo – Kennington – Nine Elms – Battersea Power Station                                                       | óránként         |

A vonalon utasforgalmi próbaüzem zajlik, ennek a sikeres lezárása után több sűrűbben közlekedhetnek majd a metrók ezen a szakaszon.

### Átszállási kapcsolatok
A 77-es, a 87-es, a 196-os, a 452-es és az N87-es londoni autóbuszok szolgálják ki az állomást.

## Dizájn
A metróállomás tervezője és kivitelezője a Ferrovial Agroman Laing O’Rourke, a felszíni területrendezés pedig az Assael Architecture nevéhez fűződik. A Transport for London „Art on the Underground” programjának keretén belül felkérték Samara Scott művészt egy állandó alkotás elkészítésére az állomás felszíni csarnokába. Az alkotás színes folyadékok kiömlését ábrázolja, melyekben az alkotó helyi anyagokat és tárgyakat is elhelyezett.

## Felszíni rendezés

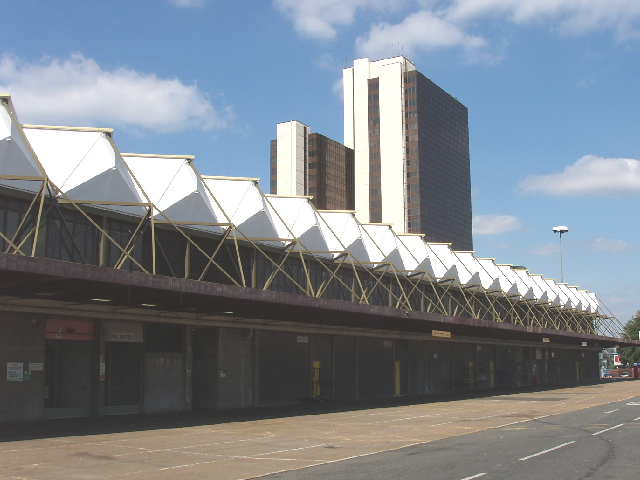
A New Covent Garden Market piac

A metróállomás építése mellett több ingatlanfejlesztést is végeztek a felszínen. Az állomás környékén egy ingatlannegyedet építettek meg 400 új lakással, számos irodával és kiskereskedelmi helyiséggel, valamint egy új térrel. Ez a beruházásnak köszönhetően megtérülhet az állomás építésével járó költségek a Transport for London számára, továbbá a bérbeadásokból hosszútávú bevétele is származik a közlekedési cégnek.

## Építkezés
Az állomás 2014 novemberében kapta meg a közlekedési miniszter jóváhagyását, az építkezést 2015-ben kezdték meg. Az állomás dobozos szerkezetű, azaz az építkezés folyamán a felszínről, nyitott építési módszerrel építették meg, oldalait résfalakkal alakították ki, tetejét pedig födémmel látták el. Ennek a módszernek az az előnye, hogy a munkálatok alatt felülről könnyen elérhető az építési terület.
Az állomás átadását 2020-ra tervezték, de 2018 decemberében Sadiq Khan, London polgármestere bejelentette, hogy az átadást egy évvel késleltetik.
2019 júniusára befejezőtek az alagút- és vágánymunkák nagy része, az első próbameneteket is ekkor indították el. 2020 februárjára már befejeződött a peronépítés, a mozgólépcsők beépítése és az arculati elemek elhelyezése.
Az állomást 2021. szeptember 20-án adták át.